# Onkraj Meže
Onkraj Meže je naselje v Občini Mežica.